# Esercito popolare del Komuč
L'Esercito popolare del Komuč fu un esercito anti-bolscevico che combatteva per conto del KOMUČ (in russo Комитет членов Учредительного собрания?, Komitet členov Učreditel'noe sobranie, Comitato dei Membri dell'Assemblea Costituente). La sua area d'azione era la Regione del Volga.

## Legittimità
L'alternativa traeva la sua legittimità dall'Assemblea Costituente, i cui novecento deputati erano stati eletti alla fine del 1917 per redigere una nuova costituzione per la Repubblica Russa, proclamata dal governo provvisorio il 9 settembre. La vittoria elettorale del Partito dei Socialisti Rivoluzionari (PSR) – che ottenne il 58% dei voti popolari e 440 seggi nell'assemblea, rispetto al 25% dei voti e ai 175 seggi dei bolscevichi – era di buon auspicio per la possibilità di un'evoluzione costituzionale e pacifica della Russia in una moderna repubblica democratica.

## Nascita
L'esercito popolare del Komuč fu istituito dall' Partito Socialista Rivoluzionario nel giugno del 1918.
A seguito della rivolta della legione cecoslovacca, nel maggio del 1918, l'esercito cecoslovacco occupò la ferrovia transiberiana. L'8 giugno 1918 la città di Samara venne conquistata dalle legioni cecoslovacche e alcuni membri dell'assemblea costituente, sciolta dopo la salita al potere di Lenin, si organizzarono nel Komuč. Il 10 giugno alcuni generali del corpo di stato maggiore decisero di aderire al Komuč contribuendo a organizzare l'esercito. Crearono un distaccamento di 350 uomini, che aveva due compagnie di fanteria, uno squadrone di cavalleria e un distaccamento di artiglieria a cavallo.
Qualche giorno dopo il comando dell'esercito venne conferito al generale monarchico Vladimir Kappel', il quale affermò che, per quanto fosse un monarchico, era disposto a combattere sotto ogni bandiera pur di sconfiggere i bolscevichi.

## Battaglie
L'esercito partecipò fin da subito a molte battaglie.
Infatti già l'11 giugno prese d'assalto e invase Syzran', poi Stavropol', Buguruslan e Buzuluk.
Il 21 luglio dopo una marcia di 150 km l'esercito conquistò Simbirsk, dopo la battaglia Kappel' fu nominato colonnello. Fu solo il giorno dopo però che divenne capo di tutto l'esercito. L'esercito alla sua salita al potere contava già 3000 uomini circa.

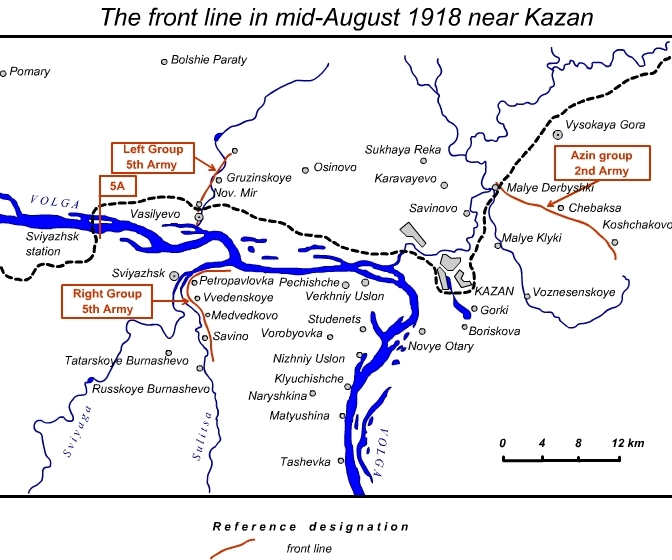
Fronte della battaglia di Kazan'

Al ritorno a Samara di Kappel' i membri dell'assemblea erano convinti che avrebbero dovuto attaccare la città di Saratov, ma Kappel' non era per niente convinto di questa idea, perciò attaccò Kazan' e la conquistò, sconfiggendo i bolscevichi, che, per quanto numerosi, non erano per niente preparati a subire un attacco a sorpresa.
Arrivato a questa situazione Kappel' era convinto che fosse venuto il momento di attaccare Nižnij Novgorod per poi proseguire verso Mosca. Il Komuč però si rifiutò di ascoltarlo e si mise in posizione difensiva, permettendo così ai sovietici di riorganizzarsi.
All'inizio di settembre l'esercito sovietico attaccò Kazan', la riconquistò e cominciò inesorabilmente ad avanzare. Per due settimane le truppe difesero le rive del Volga, prima di ritirarsi ad Ufa.

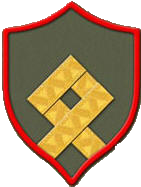
Grado di generale del Komuč

## Unione con i siberiani
Il 23 settembre 1918 il Komuč, il Governo provvisorio siberiano e il Governo provvisorio della Siberia autonoma si unirono sotto il Governo provvisorio panrusso.
Il 28 settembre le forze siberiane e la forze del Komuč si unirono, ma ciò non servì a fermare l'avanzata di Trockij che espugnarono Samara l'8 ottobre 1918 con ben 93.500 soldati (per la maggioranza tedeschi e austriaci imprigionati durante la guerra) contro i 62.370 soldati russi.

## Gradi

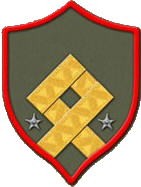
maggiore generale

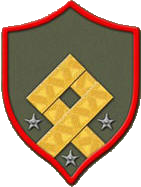
Grado di tenente generale

Ufficiali
- Ufficiali generali
  - Generale
  - Tenente generale
  - maggiore generaleMaggiore generaleGrado di tenente generale

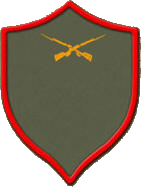
Grado di soldato

- Ufficiali sul campo
  - Colonnello
  - Tenente colonnello
- Ufficiali della compagnia
  - Capitano
  - Capitano del personale
  - Tenente
  - Tenente in seconda
  - GuardiamarinaGrado di soldato

Arruolati
- Sottufficiali
  - Podpraporščik
  - Feldwebel
  - Sottufficiale senior
  - Sottufficiale junior
- Uomini
  - Gefreiter
  - Privato